# Tillvaroturism
Tillvaroturism är det svenska reggaebandet Stures Dansorkesters andra musikalbum som släpptes i januari 2011 av skivbolaget SwingKids.
Danshumör är en cover på Delroy Wilsons Dancing Mood. Den svenska texten är skriven av Carl-Martin Vikingsson.

## Låtlista
1. "Tålamod"
2. "Större"
3. "Hur kan det komma sig?"
4. "Lösa sig"
5. "Danshumör"
6. "Låg nu"
7. "Bryt ihop"
8. "Morsan sa"
9. "Kämpar på"
10. "Stanna"
11. "Ta vara på det"
12. "Tillvaroturist"

## Medverkande musiker i urval
- Sture (Carl-Martin Vikingsson) - Sång och gitarr
- Johan Kammargården, Tom Poikela -  Klaviatur
- Simon Vikokel - Gitarr
- Ove Dahlqvist, Joel Brännlund, Anders Kappelin - Bas
- Kenneth Björklund - Trummor
- Andil Dahl - Altsax